# Порок и грех
Порок и грех је први студијски албум српског репера Војажа, издат 6. априла 2019. године за Die rich.
У питању је заједнички албум са репером Андреом, и албум је имао само дигитално издање. Све песме на албуму заједно певају Војаж и Андре, осим песме Ниси ту, коју пева само Војаж, и песме Све си моје, коју пева само Андре.

## Списак песама
| №   | Назив        | Трајање |  |
| 1.  | Порок и грех | 3:10    |  |
| 2.  | Шанса        | 2:53    |  |
| 3.  | Нема је      | 3:10    |  |
| 4.  | Она и ја     | 3:12    |  |
| 5.  | Ниси ту      | 3:13    |  |
| 6.  | Све си моје  | 2:17    |  |
| 7.  | Ферари       | 3:15    |  |
| 8.  | Френдзон     | 3:12    |  |
| 9.  | Ромео        | 3:24    |  |
| 10. | Спаси ме     | 3:39    |  |